# Војводство Васконија
Војводство Васконија (фр. duché de Gascogne, duché de Vasconie) била је војводство на територију данашње југозападне Француске и североисточне Шпаније.
У стогодишњем рату, Шарл V Мудри је освојио већи део Гаскоње до 1380. Под Шарлом VII читава Васконија је била припојена Краљевству Француској 1453. године. Други делови земље на територији данашње Шпаније постали су део Краљевине Наваре.